# Zodarion buettikeri
Zodarion buettikeri is een spinnensoort in de taxonomische indeling van de mierenjagers (Zodariidae).
Het dier behoort tot het geslacht Zodarion. De wetenschappelijke naam van de soort werd voor het eerst geldig gepubliceerd in 1986 door Hirotsugu Ono & Rudy Jocqué.